# Phyllovates chlorophaea
Phyllovates chlorophaea är en bönsyrseart som beskrevs av Blanchard 1836. Phyllovates chlorophaea ingår i släktet Phyllovates och familjen Mantidae. Inga underarter finns listade i Catalogue of Life.

## Bildgalleri

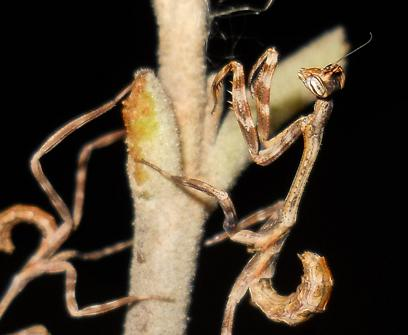